# Carquesio
Carquesio (en griego antiguo «καρχήσιον») es un vaso en forma de copa con dos asas que se alzan sobre el borde superior del recipiente bajando hasta su base; es característico el estrechamiento que se produce mediado su perfil cóncavo. Usado en la Antigua Grecia y menos frecuente entre los restos o referencias romanas.
Entre los ejemplares museísticos pueden mencionarse el Carquesio de Fríedberg, (más conocido quizá como crátera de Fríedberg) de dos asas, de 0,32 metros de altura y 0,36 metros de diámetro, y la copa de los Tolomeos, que se conserva en el gabinete de medallas de la Biblioteca Nacional de París, ejemplo clásico y reconocido por los atributos del culto báquico que la adornan.
En la Pirámide Cestia (sofisticada tumba de Cayo Cestio Epulon) todavía puede apreciarse un carquesio sin adornos, como parte de los frescos que decoran la tumba y que fueron reproducidos en grabados por Pietro Santi Bartoli.[cita requerida]

## En la literatura
Francisco de Quevedo, en su Epístola satírica y censoria contra las costumbres presentes de los castellanos, escrita a don Gaspar de Guzmán, Conde de Olivares, en su valimiento, usa el carquesio (en su grafía antigua «carchesio») en su contexto de vasija para libaciones con estos versos: 

Carnero y vaca fue principio y cabo,

Y con rojos pimientos, y ajos duros,
 
tan bien como el señor, comió el esclavo.

Bebió la sed los arroyuelos puros;
 
de pués mostraron del carchesio a Baco
 
el camino los brindis mal seguros.

El rostro macilento, el cuerpo flaco
 
eran recuerdo del trabajo honroso,
 
y honra y provecho andaban en un saco.

Pudo sin miedo un español velloso
 
llamar a los tudescos bacchanales,
 
y al holandés, hereje y alevoso.